# Seznam ministrů zahraničních věcí Kypru

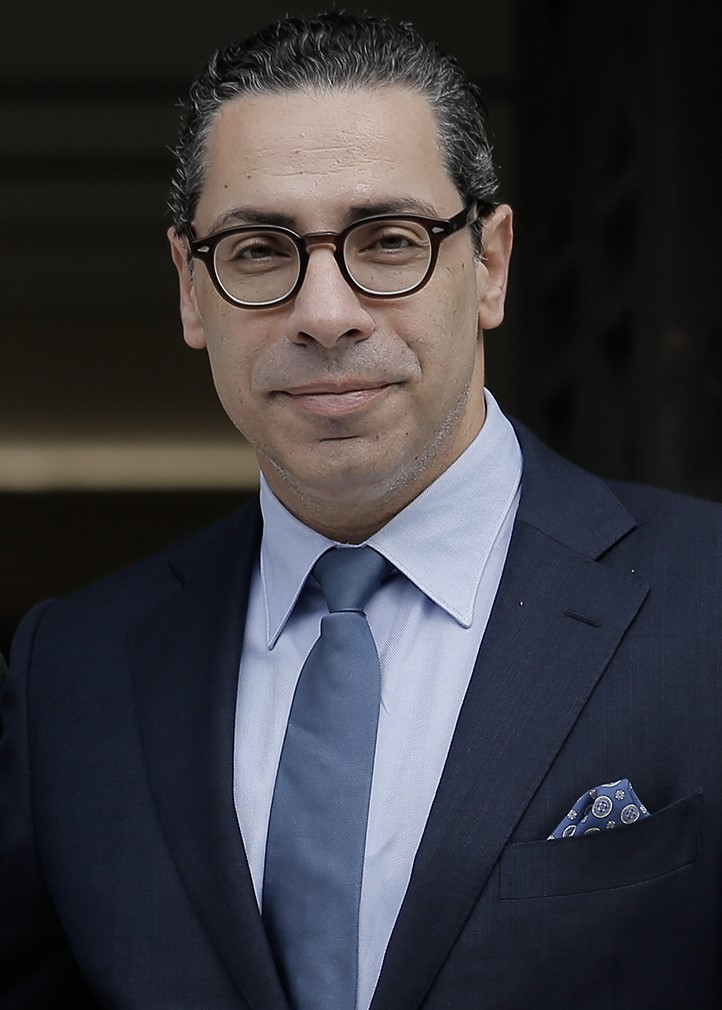
Constantinos Kombos

Seznam ministrů zahraničních věcí Kypru od roku 1960.
| Ministr                   | Začátek funkčního období | Konec funkčního období |
| ------------------------- | ------------------------ | ---------------------- |
| Spyros Kyprianou          | 16. srpna 1960           | 15. června 1972        |
| Ioannis Kl. Christophides | 16. června 1972          | 8. března 1978         |
| Nicos A. Rolandis         | 3. března 1978           | 21. září 1983          |
| George Iacovou            | 22. září 1983            | 27. února 1993         |
| Alekos Michaelides        | 28. února 1993           | 8. dubna 1997          |
| Ioannis Kasoulides        | 9. dubna 1997            | 28. února 2003         |
| George Iacovou            | 1. března 2003           | 12. června 2006        |
| Yiorgos Lillikas          | 13. června 2006          | 16. července 2007      |
| Erato Kozakou-Marcoullis  | 16. července 2007        | 2. března 2008         |
| Markos Kyprianou          | 3. března 2008           | 5. srpna 2011          |
| Erato Kozakou-Markoullis  | 5. srpna 2011            | 1. března 2013         |
| Ioannis Kasoulidis        | 1. března 2013           | 1. března 2018         |
| Níkos Christodúlídés      | 1. března 2018           | 11. ledna 2022         |
| Ioannis Kasoulides        | 11. ledna 2022           | 28. února 2023         |
| Constantinos Kombos       | 1. března 2023           |                        |